# Pacanam Viejo
Pacanam Viejo är en ort i Mexiko.   Den ligger i kommunen Chalchihuitán och delstaten Chiapas, i den sydöstra delen av landet, 700 km öster om huvudstaden Mexico City. Pacanam Viejo ligger 948 meter över havet och antalet invånare är 244.
Terrängen runt Pacanam Viejo är kuperad åt nordost, men åt sydväst är den bergig. Runt Pacanam Viejo är det ganska tätbefolkat, med 134 invånare per kvadratkilometer. Närmaste större samhälle är Simojovel de Allende, 17,9 km nordväst om Pacanam Viejo. Omgivningarna runt Pacanam Viejo är en mosaik av jordbruksmark och naturlig växtlighet.